# Systemsprenger
Systemsprenger è un film tedesco del 2019 scritto e diretto da Nora Fingscheidt.

## Trama
Bernadette è una bambina di nove anni aggressiva e traumatizzata. Poiché viene classificata come "arresto anomalo del sistema" (in pedagogia e psichiatria vengono chiamati in tal modo i clienti per i quali non esistono ancora idonee misure di aiuto comprovatamente efficaci nell'ambito dei servizi sociali pediatrici e giovanili) è avviata su un doloroso percorso fatto di famiglie affidatarie che cambiano continuamente, soggiorni in reparti psichiatrici e comunità-famiglia, nonché costellato di infruttuose sessioni di addestramento anti-violento. Bernadette, detta "Benni", a prima vista è un'allegra e simpatica bambina. Tuttavia qualsiasi delusione e qualsiasi conflitto può scatenare uno scoppio d'ira incontrollato, durante il quale procura gravi danni o ferisce altri o addirittura se stessa.
Come cosiddetto „arresto anomalo del sistema“ minaccia di cadere attraverso tutte le crepe del sistema di assistenza tedesco ai bambini e ai giovani, poiché si trova in un circolo vizioso: anela ha una famiglia vera, tuttavia non è in grado di rispettare in modo adeguato le necessità delle altre persone. Ciò sfocia nel successivo accesso d'ira, cosicché qualsiasi soggiorno fallisce – e qualsiasi delusione rende il tentativo successivo più difficile. Dalla scuola speciale viene sospesa in modo permenente. Più di tutto Benni vorrebbe vivere con sua mamma Bianca, ma questa è totalmente sopraffatta da questa possibilità e ha paura di lei, inoltre ha altri due figli più piccoli. Il compagno di Bianca Jens viene odiato da Benni poiché affronta i deragliamenti di lei con durezza, ciò che conduce a una escalation senza fine. Durante uno di tali conflitti Jens chiude Benni in un armadio e la fa venire a prendere dalla polizia.
La calorosa signora Bafané del servizio sociale giovanile non lascia nulla di intentato per aiutare Benni e ingaggia un addestratore anti-aggressioni, Micha, che è appassionato di Boxe e in realtà lavora con giovani violenti. Micha viene nominato l'accompagnatore a scuola ufficiale di Benni. Dopo alcuni conflitti egli suggerisce di passare con Benni tre settimane in una capanna isolata nel bosco. Dopo piccoli problemi di avviamento Benni accetta di affezionarsi a Micha e per lei diventa un soggiorno positivo ricco di esperienze. Tuttavia quando Micha subito dopo la riaccompagna alla sua residenza, lei si avvinghia a lui e lo obbliga a portarla a casa con sé ancora per una notte. Micha nota di stare perdendo la necessaria distanza terapeutica, in modo particolare poiché lei lo considera già un padre sostitutivo, gli si avvicina troppo anche fisicamente e si è posta evidentemente come obiettivo di venire adottata da lui. Lui vorrebbe rinunciare al caso, ciò che la signora Bafané cerca di dissuaderlo dal fare.
Sorprendentemente Bianca offre di riprendere con sé sua figlia: si è separata da Jens. In tal modo scatena una immensa gioia in Benni, solo per deluderla nuovamente poco dopo. Infatti durante la discussione su come procedere Bianca posticipa la sua accettazione indefinitamente nel futuro e si lascia alle spalle Benni senza salutarla. La signora Bafané, che le è corsa dietro, deve dare questa nuova delusione alla disturbata Benni, è soggetta lei stessa a un crollo nervoso e viene amorevolmente consolata da Benni. Anche il soggiorno presso una precedente madre affidataria fallisce quando Benni durante un accesso d'ira ferisce gravemente un bambino affidatario più piccolo che abita anch'esso presso la stessa donna. Come ultima spiaggia ora vengono presi in considerazione solo l'alloggio pedagogicamente chiuso oppure un prolungato soggiorno all'estero. Benni fugge verso la famiglia di Micha, dove la moglie di Micha si dichiara pronta ad ospitarla per una notte. La mattina successiva Benni si sveglia presto, prende il figlio di Micha Aaron, gli dà il biberon e gioca amorevolmente con lui. Quando la madre si aggiunge a loro e le chiede gentilmente di darle il bambino, Benni si rifiuta caparbiamente. La situazione sfugge di mano al punto che Benni urla contro la coppia dicendo che Aaron vuole rimanere con lei e si chiude col bambino in bagno. Poiché Micha sa che Benni in un accesso d'ira è capace di tutto, sfonda la porta nel panico e trova solo Aaron. Benni è fuggita dalla finestra, viene trovata ore più tardi in stato ipotermico nel bosco e portata in ospedale. Il tentativo di mandare Benni per un soggiorno internazionale in Afrika fallisce quando in aeroporto lei si rifiuta di far scansionare ai raggi X il suo animale di pezza e corre via dall'area di sicurezza. Il film termina con lei in fuga - cosa che evidentemente la diverte - mentre salta sorridente in aria. In tal modo l''immagine si congela e si crepa come se la bambina fosse saltata contro una lastra di vetro.